# 핑크판타지
핑크판타지(영어: Pink Fantasy)는 마이돌엔터테인먼트 소속으로 2018년 10월 24일에 데뷔한 대한민국의 6인조 걸그룹이다.
핑크는 사랑과 행복, 판타지는 환상을 의미하며 많은 사람들에게 환상적인 사랑과 행복을 드리는 팀이 되고자 하는 의미라고 한다. 이에 소속사 마이돌 엔터테인먼트는 핑크판타지와 함께 하는 시간만큼은, 환상적이었으면 한다고 언급했다.
대왕이 핑크판타지의 소속사 대표라는 의혹이 있다. 이유인 즉 리더를 포함한 다른 멤버 모두를 제치고 대왕이 맨 위에 소개되고 있으며 예명도 매우 높은 사람을 의미하는 데다가 안무를 보면 대왕 혼자 자기 마음대로 행동하기 때문이다. 실제로도 마이돌엔터테인먼트의 대표는 백댄서 경력이 있는 사람이다.
또한 대왕은 다른 멤버들과는 달리 항상 토끼탈을 쓰고 다니는데 방송에서 단 한 번도 이 토끼탈을 벗은 적이 없다. 빌보드 차트 1위를 하면 토끼탈을 벗겠다고 말했지만...요즘 '기기괴괴'의 가사 '무궁화 꽃이 죽었습니다'을 부른 가수, 박명수가 피처링한 가수로 소수의 사람들에게만 알려져 있다. 실제로는 박명수가 하지는 않았다고 한다.

## 이전 구성원
| 이름   | 소개 |
| ------ | --- |
| 아랑   | - 본명 : 박예림 - 생년월일 : 2001년 1월 22일(24세) - 출생지 : 대한민국 충청북도 청주시 - 학력 : 한국예술고등학교 (졸업) - 활동시기 : 2018년 10월 24일 ~ 2024년 7월 5일                                                                 |
| 대왕   | - 본명 : 대왕님 - 생년월일 : 2189년 12월 25일 - 출생지 : 대한민국 - 활동시기 : 2018년 10월 24일 ~ 2024년 7월 5일 |
| 시아   | - 본명 : 강은영 - 생년월일 : 1993년 8월 21일(31세) - 출생지 : 대한민국 경상남도 부산광역시 - 활동시기 : 2018년 10월 24일 ~ 2024년 7월 5일                                                                                              |
| 모모카 | - 본명 : 마츠다 모모카 (松田桃花) - 생년월일 : 2000년 12월 26일(24세) - 출생지 : 일본 - 활동시기 : 2021년 6월 ~ 2024년 7월 5일 |
| 미쿠   | - 본명 : 카타에 미쿠 (片衛美紅) - 생년월일 : 2002년 10월 9일(22세) - 출생지 : 일본 - 활동시기 : 2021년 6월 ~ 2024년 7월 5일 |
| 희선   | - 본명: 박희선 - 생년월일 : 2005년 1월 25일(20세) - 출생지 : 대한민국 전라북도 임실군 - 활동시기: 2018년 10월 24일 ~ 2019년 10월 19일, 2022년 6월 29일 ~ 2024년 7월 5일 (정규 멤버), 2021년 1월 ~ 2022년 6월 29일 (객원 멤버로 재합류) |
| 아이니 | - 본명 : 김희정 - 생년월일 : 1991년 6월 13일(33세) - 출생지 : 대한민국 서울특별시 - 활동시기 : 2018년 10월 24일 ~ 2020년 4월 12일 |
| 상아   | - 본명 : 이상아 - 생년월일 : 1999년 8월 5일(25세) - 출생지 : 대한민국 - 학력 : 서울방송고등학교 백석예술대학교 뮤지컬과 (졸업) - 활동시기 : 2018년 10월 24일 ~ 2020년 10월 20일                                                        |
| 유빈   | - 본명 : 조유빈 - 생년월일 : 1999년 10월 9일(25세) - 출생지 : 대한민국 서울특별시 - 학력 : 대화고등학교 (졸업) - 활동시기 : 2018년 10월 24일 ~ 2020년 6월 27일                                                                         |
| 예찬   | - 본명 : 김예찬 - 생년월일 : 1995년 11월 26일(29세) - 출생지 : 대한민국 전라북도 군산시 - 활동시기 : 2018년 10월 24일 ~ 2023년 12월 31일                                                                                               |
| 하린   | - 본명 : 박근혜 - 생년월일 : 2000년 5월 26일(24세) - 출생지 : 대한민국 경기도 성남시 - 학력 : 영동일고등학교 (졸업) - 활동시기 : 2018년 10월 24일 ~ 2023년 12월 31일                                                                   |